# Chimney Point
Chimney Point ist eine Halbinsel am Lake Champlain und zugleich eine unincorporated community im Addison County des Bundesstaates Vermont in den Vereinigten Staaten. Die Halbinsel bildet im See eine Engstelle und ist aufgrund ihrer strategischen Bedeutung eine der frühesten Ansiedlungen im Champlain Valley.
Chimney Point wurde zu einer State Historic Site von Vermont erklärt. Dazu gehört auch eine Taverne aus dem Jahr 1785 und an diesem Ort wird an die Geschichte dreier Kulturen, die der Native American, der Französischen Kolonialzeit und der Frühen-Amerikaner bewahrt.

## Geschichte

### Native Americans

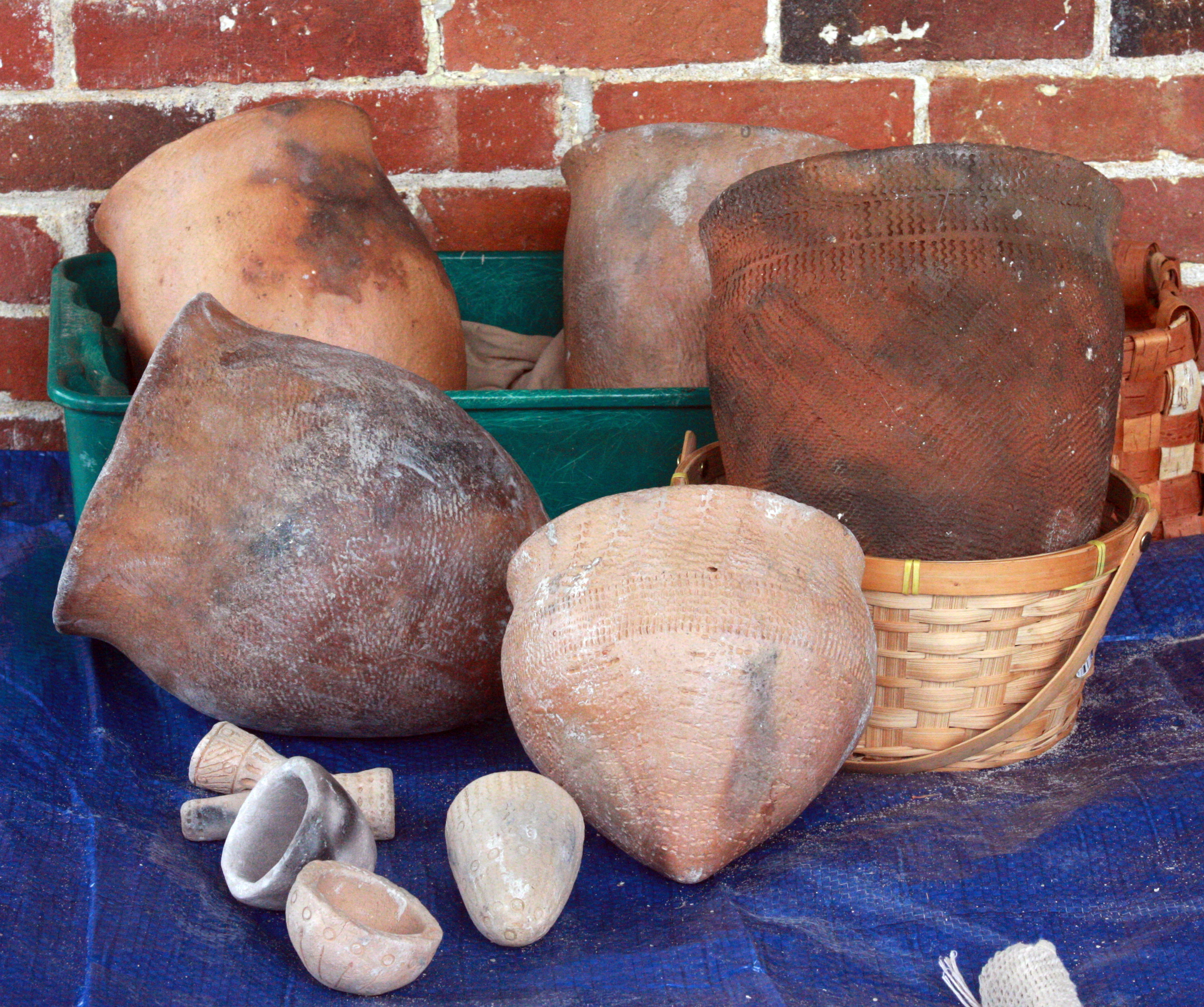
Archäologische Funde von Chimney Point

Archäologische Funde belegen, dass Gruppen Indianischer Völker diese Engstelle des Lake Champlain für mehr als 7500 Jahre zum Handel und Austausch nutzten. Zudem fanden sich in den Feuchtgebieten im Hinterland gute Reviere für die Jagd und Fischerei, außerdem reichhaltig Material für die Herstellung von Werkzeugen und Hilfsmitteln. Sie hielten sich hier zumeist saisonal auf. Während der Woodland-Periode fertigten sie aus Ton Gefäße für die Herstellung und Lagerung von Lebensmitteln.

### Französische Kolonialzeit

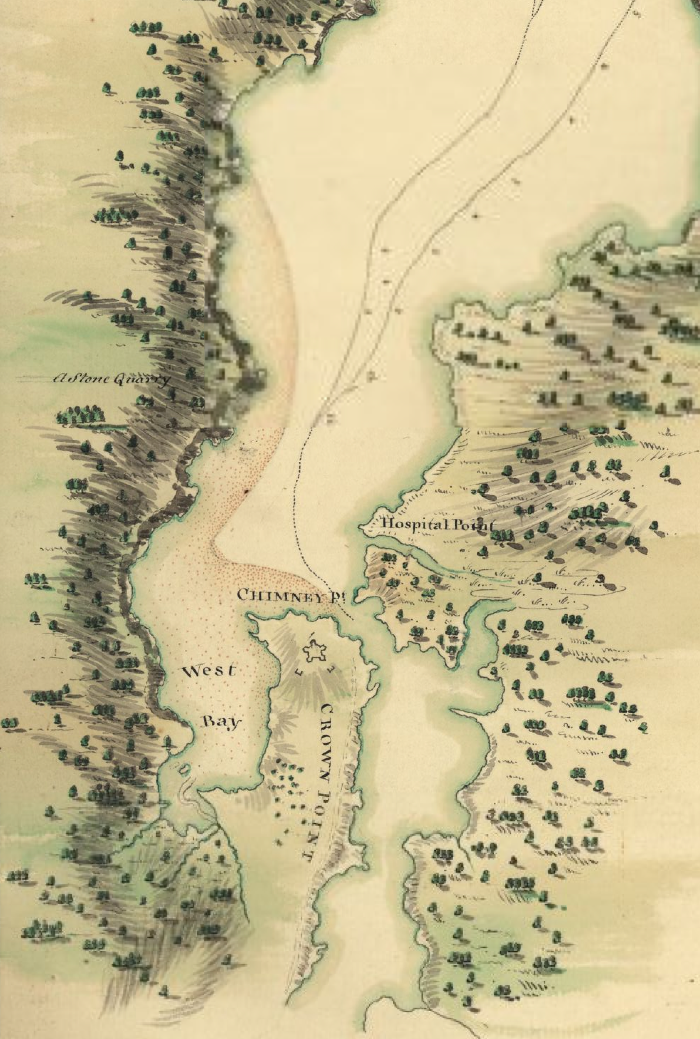
Kartenausschnitt von 1779 des Lake Champlain mit Chimney Point und Crown Point

Die Gegend um den Lake Champlain wurde im Jahr 1609 von Samuel de Champlain, einem französischen Entdecker und Kartographen, als ersten Europäer erkundet. Am 12. Juni 1609 erreichte er mit 300 Kriegern der Wyandot, denen er Unterstützung in ihrem Krieg gegen die südlich lebenden Irokesen zugesagt hatte, und neun französischen Soldaten den Lake Champlain. Ein Teil der Krieger war bereits umgekehrt, als sie auf eine Kriegsgruppe der Mohawk stießen. Champlain tötete drei Mohawk mit seiner Arkebuse. Dadurch bildeten sich Freund- und Feindschaften zwischen Franzosen und Indianern, die fast zweihundert Jahre andauerten.
Champlain fand durch seine Erkundung einen fast vollständigen Wasserweg zwischen dem Sankt-Lorenz-Strom und dem Hudson River, den wenig später der holländische Forscher Henry Hudson auf der Suche nach der Nordwestpassage nutzte. Er gelangte bis ins heutige Albany. Zunächst besiedelten weder die Franzosen noch die Holländer das Champlain Valley, doch sie trieben Pelzhandel mit den Indianern.
Irokesen nutzten für ihre Überfälle auf englische und französische Siedlungen im Tal des Sankt-Lorenz-Stroms im frühen siebzehnten Jahrhundert den Lake Champlain als Durchzugsroute. Versuche der Jesuiten die Irokesen zu christianisieren und Allianzen mit ihnen zu schmieden scheiterten, da sich die Irokesen von den Jesuiten bedroht fühlten. Es wurden befestigte Vorposten errichtet, die die Irokesen jedoch nicht aufhalten konnten. Die Irokesen verbündeten sich später mit den Engländern. Franzosen und Holländer kämpften zwischen 1664 und 1763 mit ihren Verbündeten um die Vormachtstellung am Lake Champlain, der mit seinen Nebenflüssen eine wichtige Wasserroute war. Es wurden mehrere Festungen errichtet.
Auf der Halbinsel Chimney Point errichtete im Jahr 1690 der vom englischen Gouverneur von New York Francis Nicholson beauftragte Captain Jacobus de Warm aus Albany ein kleines steinernes Fort zur Verteidigung, welches mit 12 Engländern und 30 Mohawk-Irokesen etwa einen Monat lang besetzt war. Der französische König Ludwig XV. genehmigte im Jahr 1731 den Bau eines Forts gegenüber dem Fort von Crown Point am östlichen Ufer des Lake Champlain, dem Pointe-à-la-Chevelure auf Chimney Point. Englische Kolonisten protestierten gegen den Bau auf ihrem Gebiet, doch der Protest wurde ignoriert. In Crown Point wurde im Jahr 1734 eine Redoute gebaut, die später Fort Saint-Frédéric benannt wurde. Diese kontrollierte die Engstelle des Lake Champlain mit Chimney Point am Ostufer und somit den Nord-Südhandel auf dem See. Das Land am Ostufer des Sees, etwa die Fläche des heutigen Addison Countys, wurde im Jahr 1743 als Grant an Gilles Hocquart dem Intendanten von Neufrankreich vergeben. Neben den militärischen Einrichtungen gab es auch französische Siedler an beiden Ufern des Lake Champlain.
Während des Siebenjährigen Krieges in Nordamerika nutzten die Franzosen ihre Stellungen in Crown Point, Chimney Point und das südlich liegende Fort Ticonderoga strategisch. Doch dem britischen General Jeffrey Amherst gelang es im Sommer 1759 Fort Ticonderoga anzugreifen und die Franzosen zogen sich in Richtung Norden zurück. Dabei zerstörten sie das Fort Saint-Frédéric, damit die Briten es nicht nutzen konnten und brannten ihre Häuser auf beiden Seiten des Sees nieder. Einzig ein Schornstein ((en)chimney) blieb stehen und gab dem Gebiet am Ostufer seinen Namen Chimney Point.
Die Briten bauten mit massiven Erdarbeiten das Fort Crown Point auf den Ruinen des Forts Saint-Frédéric. Bereits 15 Jahre später, im Jahr 1773 kam es zu einem Feuer, welches die dort gelagerte Munition explodieren ließ und diese Explosion zerstörte das Fort Crown Point. Es blieb nur ein kleines Kontingent britischer Soldaten zurück.

### Amerikanischer Unabhängigkeitskrieg
Im Auftrag der Colony of Connecticut griff 1775 Ethan Allen mit zweihundert Green Mountain Boys Fort Ticonderoga und etwas später Fort Crown Point an. Am Vorabend des geplanten Angriffs erreichte Benedict Arnold mit einer Oberstkommission  des Massachusetts Committee of Safety die Truppe von Allen und wollte die Führung der Truppe übernehmen. Nach einem heftigen Streit einigten sie sich auf eine Aufteilung des Befehls und konnten das Fort Ticonderoga einnehmen. Dadurch gelangten große Mengen an Munition und Kanonen, die direkt nach Bosten verbracht wurden, in die Hände der Amerikanischen Armee. Für etwa 18 Monate war die Engstelle nun unter der Kontrolle der Amerikaner und stellte eine wichtige Basis dar.
Amerikanische Truppen konnten im Winter 1775/1776 Québec belagern, nachdem jedoch im Frühjahr eine Verstärkung der britischen Truppen Québec erreichte, mussten die amerikanischen Truppen im Mai die Belagerung aufgeben und sich in den Süden zurückziehen. Viele der Soldaten waren krank und starben auf dem Rückzug. Bei Chimney Point konnten sie auf beiden Seiten des Lake Champels versorgt werden.
Beim Seegefecht bei Valcour Island zerstörten britische Truppen, die die Hoheit über den Lake Champlain zurückgewinnen wollten, im Jahr 1776 den Verteidigungsposten und Häuser in Crown Point und Chimney Point. Sie übernahmen anschließend das Gebiet und deutsche Hilfstruppen unter der Führung von Friedrich Adolf Riedesel kampierten auf ihrem Weg in Chimney Point. Danach wurde das Gebiet im Laufe des Krieges nicht mehr berührt.

## Verbindung zu Crown Point

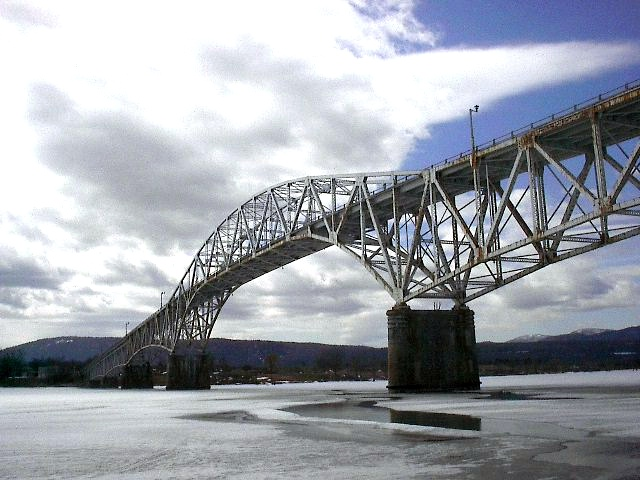
Brücke von 1929

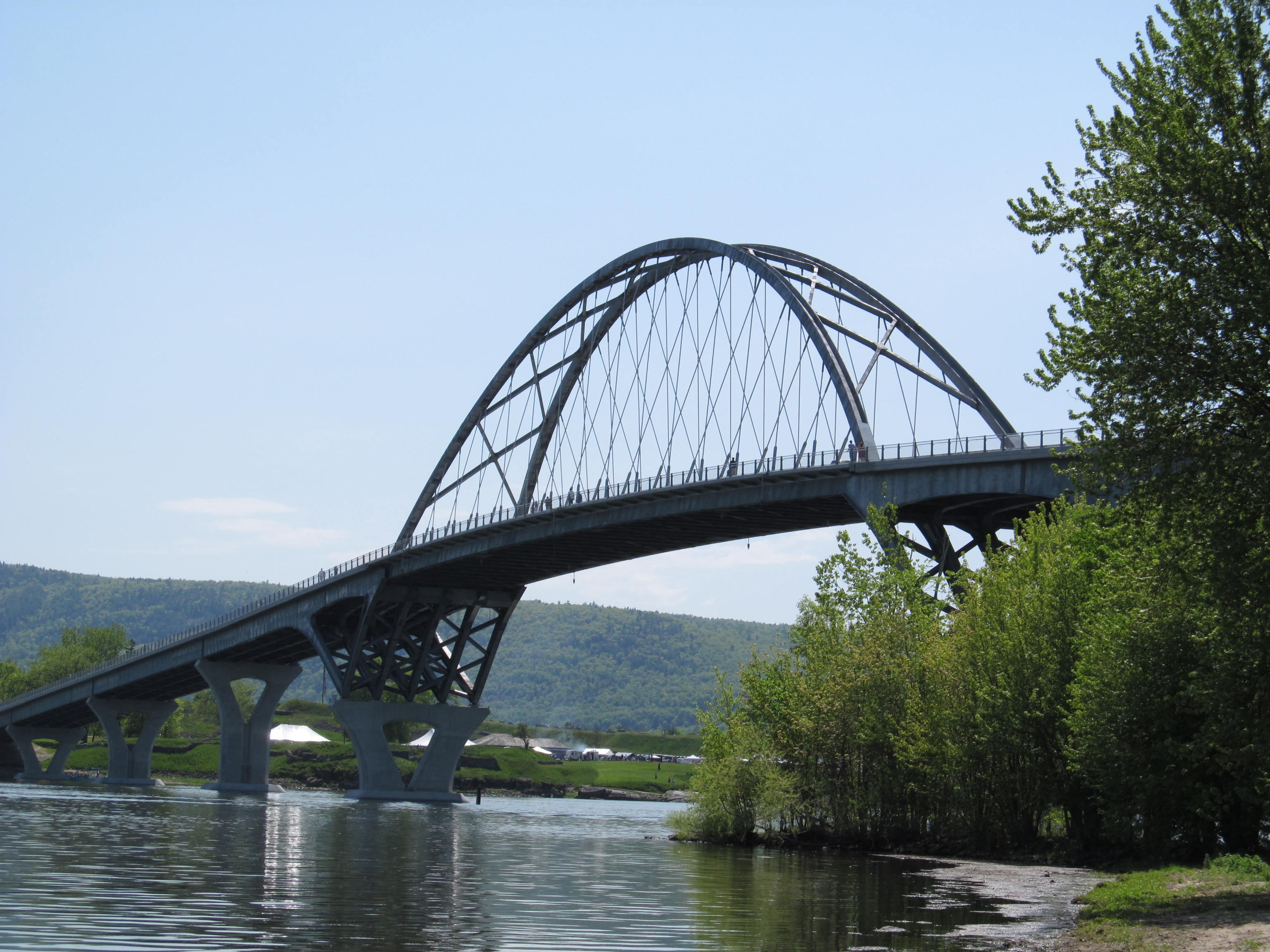
Brücke von 2011

Nach dem Ende des Unabhängigkeitskriegs wurde durch Benjamin Paine eine Taverne in Chimney Point errichtet und ab 1785 eine Fährverbindung eingerichtet. Eine Fähre mit Segel kreuzte zu Crown Point und später auch nach Port Henry, New York. Die Taverne wurde im Jahr 1821 an die Familie Barnes verkauft. Sie modernisierten die Fähre und ließen sie von Pferden ziehen. So wurde die Verbindung schneller und unabhängiger von Wind und Wetter. Ab 1890 wurden die Pferde durch Dampfmaschinen ersetzt. Und im Jahr 1929 wurde die Lake Champlain Bridge gebaut.
Die Brücke von 1929 musste 2009 gesperrt werden, da sie starke Schäden aufwies. Eine neue Brücke wurde gebaut und 2011 eingeweiht. In der Zwischenzeit wurde die Verbindung mit Fährschiffen aufrechterhalten.

## Chimney Point State Historic Site
Das Gebiet um Chimney Point wurde im Jahr 1966 durch den Bundesstaat Vermont aufgekauft und ist seit 1971 im National Register of Historic Places gelistet. Die Taverne wurde restauriert und seit 1991 ist sie ein Museum. Auch Crown Point wurde im National Register gelistet und beide kooperieren in ihrem Bemühen, die Geschichte der Engstelle des Lake Champels zu bewahren.